# Eljazz

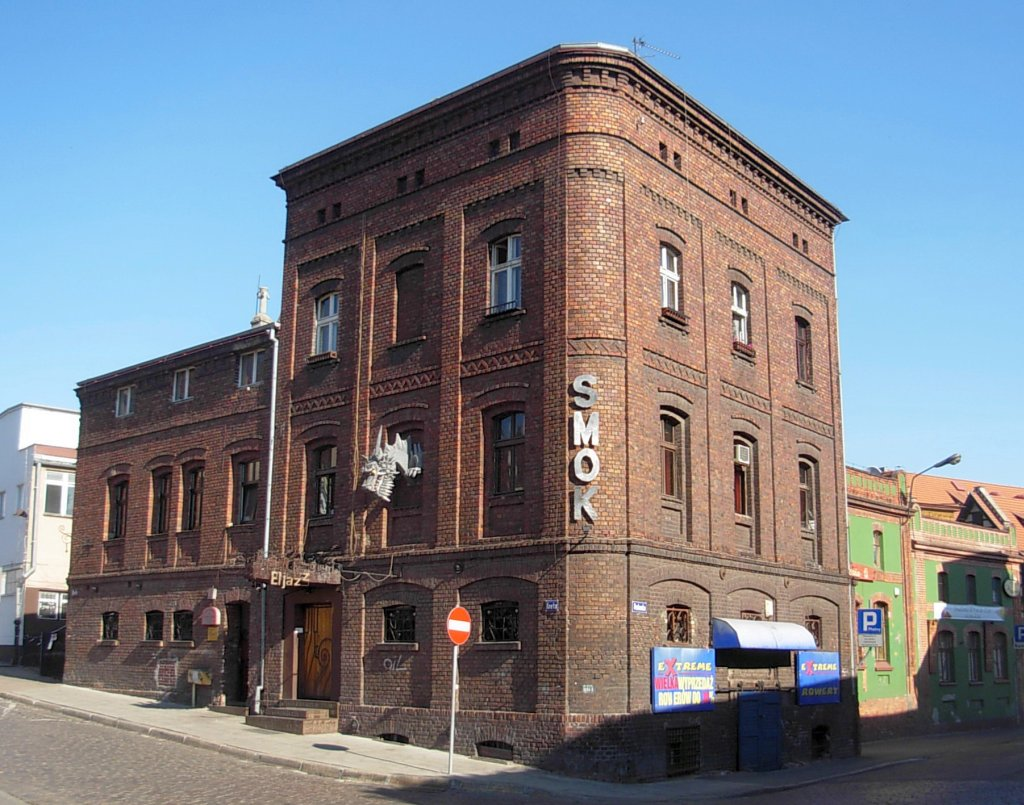
Budynek przy ul. Krętej 3 w Bydgoszczy, gdzie mieści się Klub Eljazz

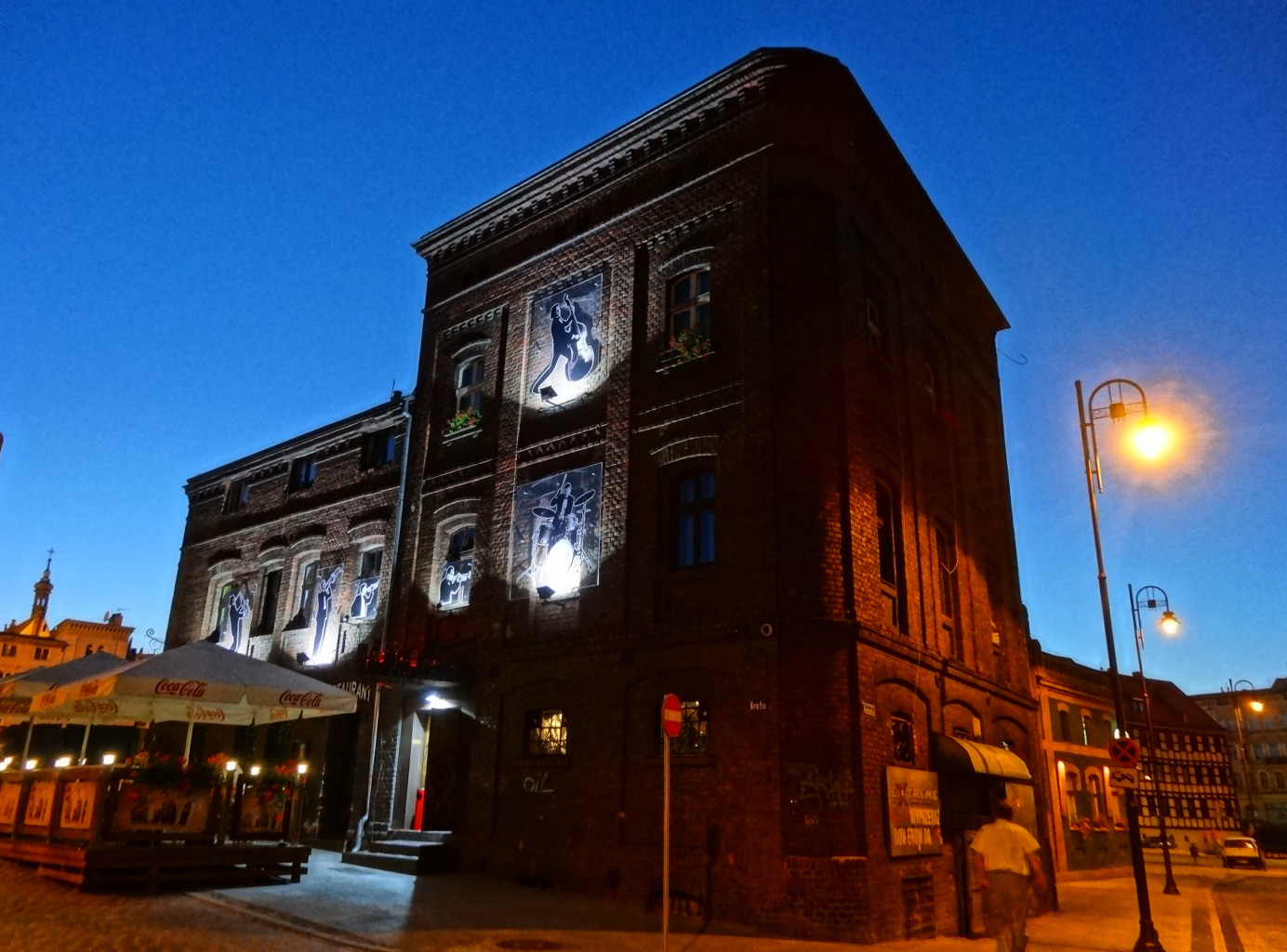
Nocą

Klub Eljazz – klub muzyczny w Bydgoszczy; posiada własną orkiestrę jazzową, studio nagraniowe i agencję koncertową, organizator Bydgoszcz Jazz Festival. 

## Historia
Protoplastą „Eljazzu” była założona 26 września 1991 r. w dawnej świetlicy Zieleni Miejskiej przy ul. Krętej 3 – Świetlica Artystyczna „Trytony”. Był to pierwszy klub muzyczny nowej generacji, jaki powstał w Bydgoszczy po przełomie politycznym 1989 r. Do założycieli i współwłaścicieli należeli m.in.: Zbigniew Zieliński, Piotr Różycki, Rafał Budzbon. Klub ten stał się awangardą bydgoskiego środowiska muzycznego, miejscem spotkań muzyków i wielbicieli muzyki jazzowej i awangardowej. Każdego wieczoru grał tu zespół „Trytony” w składzie: Tomasz Gwinciński (gitara), Sławomir Janicki (kontrabas), Jacek Buhl (perkusja) i okazjonalnie Andrzej Przybielski (trąbka). Gościnnie występowali tu m.in.: Wojciech Waglewski, Stanisław Sojka, Jorgos Skolias, Mira Kubasińska, Jan Pospieszalski, Jacek Pelc, Sławomir Wierzcholski z Nocną Zmianą Bluesa. Poza koncertami odbywały się tu plastyczne wernisaże (członkowie Grupy Bydgoskiej) oraz wieczory teatralne (Teatr „W drodze”). 
Gdy grupa artystów pod wodzą Sławomira Janickiego i Jacka Majewskiego, szukając nowych możliwości repertuarowych, utworzyła Fabrykę Rzeźb Gadających ze Sobą „Mózg” – „Trytony” prowadzone wówczas przez Wacława Węgrzyna zmieniły nazwę na „Klub 10,5”.
W październiku 1995 r. nowy właściciel – jazzman, perkusista i bandleader Józef Eliasz zmienił nazwę klubu na „Eljazz” i ustalił jego profil muzyczny na jazz, z elementami poezji śpiewanej. Przy klubie od 1999 r. funkcjonował Big-Band założony i prowadzony przez właściciela klubu. W „Eljazzie” występowały liczne grupy zagraniczne oraz czołówka polskiego jazzu, a Janowi Ptaszynowi-Wróblewskiemu przyznano tytuł Honorowego Artysty klubu. 
Oprócz koncertów odbywały się tu imprezy cykliczne o różnorodnym charakterze, np. „Talent Show” adresowany do wykonawców-amatorów, wtorkowe spotkania weteranów bydgoskiego jazzu, środowe koncerty jazzowe Big-Bandu, „czwartki z bluesem”, „gorączki sobotniej nocy” itp. W „Eljazzie” narodziły się też inicjatywy fonograficzne, np. w 2003 r. powstała płyta z przedwojennymi polskimi szlagierami w nowym aranżacyjnym opracowaniu (m.in. Bogdana Ciesielskiego, Krzysztofa Herdzina) Lory Szafran z towarzyszeniem Big Bandu Józefa Eliasza. 
W 1999 r. zainaugurowano cykl koncertów pt. „Europejskie Spotkania Jazzowe”, który z czasem przekształcił się w Bydgoski Festiwal Jazzowy – coroczną, wielodniową imprezę z udziałem gwiazd muzyki jazzowej. W 2000 r. muzycy i jazzmani związani z klubem założyli „Bydgoskie Stowarzyszenie Eljazz”, które stało się organizatorem wielu koncertów, konkursów, festiwali i warsztatów jazzowych, m.in.: Bydgoszcz Jazz Festival, Europejskich Spotkań Jazzowych „European Jazz Meetings”, Zaduszek Jazzowych i Zaduszek Bluesowych, pikników „Jazz Na Brdzie” i „Jazz na Świecie” – festiwalu jazzowego w Świeciu nad Wisłą.

## Charakterystyka
„Eljazz” zalicza się do najbardziej popularnych i rozpoznawalnych klubów muzycznych w Bydgoszczy. To bydgoska scena jazzowa i awangardowa. Posiada powierzchnię 200 m², dwie sale i w sezonie ogródek letni. Nad klubem znajduje się bar „Tuba”. Stare piwniczne pomieszczenia tworzą specyficzną atmosferę do słuchania muzyki jazzowej, bluesa, funky i soulu.
W klubie koncertują muzycy jazzowi, odbywają się stałe cykle muzyczne – środowe jam session z udziałem bydgoskich muzyków, niedzielne talent show, czyli prezentacje niezawodowych wokalistów i instrumentalistów w repertuarze standardów jazzowych. Pod koniec roku, w listopadzie odbywają się w klubie tradycyjnie Zaduszki Bluesowe i Zaduszki Jazzowe.
Przy klubie działa „Bydgoskie Stowarzyszenie Eljazz”, agencja koncertowa, zespoły muzyczne: ELjazz Big Band, Eljazz Orchestra, Los Angeles Trio, Eljazz Quintet oraz restauracja z galerią sztuki
Zespół Eljazz Big Band (25 muzyków) uhonorowany został wieloma nagrodami na krajowych i międzynarodowych festiwalach jazzowych, m.in. zdobył „Złotą Tarkę” na Międzynarodowym Festiwalu Jazzu Tradycyjnego „Old Jazz Meeting”. Jest to jedyna w Polsce, regularnie koncertująca orkiestra jazzowa tej klasy. Na stałe współpracują z nią tacy soliści jak: Jan Ptaszyn Wróblewski, Lora Szafran, Adam Went, Waldemar Szymański, Jacek Siciarek